# Бураков Володимир Юрійович
Володимир Юрійович Бураков (6 листопада 1954 , Харків  — 23 грудня 2024 ) — російський партійний і політичний діяч. Голова Російської партії пенсіонерів за соціальну справедливість з 26 липня 2016 року.

## Біографія
Народився 6 листопада 1954 року в Харкові.
Закінчив Московський авіаційний інститут (1977), Московську Вищу партійну школу (1989). Інженер-механік, політолог.
З 1977 року працював у НДІ технології машинобудування. У 1979—1988 роках перебував на комсомольській і партійній роботі КПРС.
У 1988—1994 рік працював у громадській організації Радянський комітет захисту миру, далі «Російське товариство захисту миру».
У 1994—1996 роках — заступник начальника управління Торгово-промислової палати РФ.
У 1996—2000 роках керівник ряду комерційних структур, секретар політради «Вітчизна» Юрія Лужкова.
У 2001—2004 роках заступник начальника Головного територіального управління, начальника управління з внутрішньої політики Адміністрації Президента РФ А. А. Попова.
У 2003 році в Санкт-Петербурзькому університеті МВС Росії захистив дисертацію на тему «Теоретико-правові аспекти взаємодії Державний органів виконавчої влади та місцевого самоврядування в сучасній Росії».
У 2004—2006 роках керівник Асоціації виробників «Російська Пушніна» і Фонду «Народне надбання».
У 2005—2006 роках заступник голови російської партії пенсіонерів Ігоря Зотова. У 2006 році Партія Пенсіонерів виступила співзасновником партії Справедлива Росія.
У 2006—2011 роках голова Центральної контрольно-ревізійної комісії Справедливої Росія. Одночасно в 2010 році обраний головою регіонального відділення партії в Пензенській області. У 2007 і 2011 рр. брав участь у виборах депутатів Державної Думи РФ V і VI скликань від партії «Справедлива Росія», проте думський мандат не отримав.
У 2011—2016 роках голова Центральної Ради «Російської партії пенсіонерів за справедливість» під керівництвом Ігоря Зотова і Євгенія Артюх.
На Виборах до Державної Думи (2016) за рекомендацією апарату кремля, позачерговий з'їзд, скасував посаду лідера партії Євгенія Артюх, відкликавши його також з виборів, у 2016 році передавши управління партією Володимиру Буракову.